# Mike Davis (basket-ball, 1956)
Pour les articles homonymes, voir Mike Davis et Davis.
Mike Davis, né le 2 août 1956 à Jacksonville, est un joueur américain de basket-ball.

## Biographie
Mike Davis fait sa carrière universitaire avec les Terrapins de l'université du Maryland entre 1976 à 1978. Par la suite, il rejoint l'Italie et l'équipe de Bancorama Roma avec laquelle il monte en LegA 1 en 1980. En 1982, il repart pour les États-Unis pour rejoindre la National Basketball Association (NBA) avec les Knicks de New York. En 1983, Mike Davis revient en Europe, dans le club espagnol du FC Barcelone. Avec celui-ci, il atteint en 1984 la finale de la Coupe d'Europe des clubs champions, perdue face à Banco di Roma, puis en 1985 il remporte la Coupe des Coupes et le championnat d'Espagne. Au début de la saison 1985-1986, Mike Davis rejoint le CSP Limoges pour former un duo américain avec Billy Knight. Après le CSP, Mike Davis passe dans d'autres clubs notamment en Italie et en Espagne.

## Palmarès
- 1983-1984 : Finaliste de la Coupe d’Europe avec Barcelone
- 1984-1985 : Champion d’Europe avec Barcelone
- 1984-1985 : Vainqueur du Championnat du monde des clubs avec Barcelone

## All-Star Game
- 1982-1983: Participe au CBA All-Star Game
- 1988-1989: Participe au ACB All-Star Game

## Nominations et distinctions
- 1982-1983: Élu newcomer de l’année en CBA
- 1982-1983: Membre de la CBA All-League first Team
- 1982-1983: Membre de la CBA Defensive second Team